# شاونا والدرون
شاونا والدرون (انگلیسی: Shawna Waldron؛ زادهٔ ۲۵ ژانویهٔ ۱۹۸۲) یک هنرپیشه اهل ایالات متحده آمریکا است. وی از سال ۱۹۹۴ میلادی تاکنون مشغول فعالیت بوده‌است.
از فیلم‌های او می‌توان به رئیس‌جمهور آمریکا اشاره کرد.